# A Prospect of Derby
A Prospect of Derby (česky: Rozhled na Derby) je malba neznámého autora z roku 1725, která ukazuje podobu anglického města Derby v první polovině 18. století. Nyní je obraz umístěn v Muzeu a galerii města Derby, které jej v roce 2004 koupilo od evropského sběratele umění. Nachází se v místnosti s Hansonským monoxylem (2011).

## Popis
Nalevo je vyobrazen dům zvaný Castlefield, jenž byl sídlem rodiny Borrowů. V Derbském muzeu se nacházejí i obrazy Isaaca, Thomase a Ann Borrowových. Vlevo od centra je Exeter House, který dnes už nestojí, ale známým se stal díky tomu, že zde byl ubytovaný princ Karel Eduard Stuart, jenž se právě tu rozhodl nezaútočit na Londýn, ale zahájit ústup zpět do Skotska. Velké budovy v pravé části obrazu jsou továrny, jejichž zařízení poháněla voda z řeky Derwent. Jedna z továren již neexistuje, ale druhá je sídlem průmyslového muzea a také patří na seznam světového dědictví UNESCO.